# Stable
No wrestling profissional, stable quer dizer um grupo de três ou mais lutadores que se reúnem e tem rivalidade geralmente com outra stable.
Stables podem ser em alianças pequenas, de três a seis wrestlers, tendo como exemplos The New Day e D-Generation X; ou também podem ser alianças de super-grupos, incluindo quase todo ou plantel da promoção, como New World Order e The Alliance.